# Anthology Film Archives
 (juin 2011).
Si vous disposez d'ouvrages ou d'articles de référence ou si vous connaissez des sites web de qualité traitant du thème abordé ici, merci de compléter l'article en donnant les références utiles à sa vérifiabilité et en les liant à la section « Notes et références ».
L'Anthology Film Archives est une cinémathèque située à New York inaugurée au public le 30 novembre 1970.
L'Anthology Film Archives a été fondé par Jonas Mekas et d'autres cinéastes du courant cinématographique expérimental underground.
Le but de cette institution de renommée mondiale est la conservation, l'étude et la mise en valeur du patrimoine cinématographique indépendant réalisé en dehors du système industriel hollywoodien.

## Films remarquables de la collection de cette cinémathèque
- Geography of the Body (1943)
- Early Abstractions (1946-57)
- Light Reflections (1948-52)
- Image in the Snow (1950)
- Longhorns (1951)
- Undertow (1954-56)
- The Whirled (1956-63)
- Heaven and Earth Magic (1957-62)
- Pennsylvania/Chicago/Illinois (1957-59)
- Waterlight (1957)
- A La Mode (1958)
- Highway (1958)
- The Kuchar Brothers' 8 mm Shorts (1958-63)
- Sunshine (1958)
- Three Pickup Men for Herrick (1958)
- Memories (1959-98)
- The Soccer Game (1959)
- The Flower Thief (1960)
- Cosmic Ray (1961)
- Death and Transfiguration (1961)
- Report (1963-67)
- Fathomless (1964)
- George Dumpson's Place (1964)
- Taylor Mead Home Movies (1964-68)
- Ten Second Film (1965)
- The Flicker (1966)
- Relativity (1966)
- Cayuga Run (1967-73)
- Guger's Landing (1967-73)
- Hudson River Diary at Gradiew (1967-73)
- River Ghost (1967-73)
- Wintergarden (1967-73)
- Adventures of the Exquisite Corpse (1968)
- N:O:T:H:I:N:G (1968)
- The Wind Is Driving Him Toward the Open Sea (1968)
- Straight and Narrow (1970)
- The Act of Seeing with One's Own Eyes (1971)
- Deus Ex (1971)
- Eyes (1971)
- Fantastic Dances (1971)
- Sea Rhythms (1971)
- Carriage Trade (1972)
- Film Feedback (1972)
- Hurrah for Light (1972)
- Look Park (1973-4)
- Once Upon a Time (1974)
- Lost Lost Lost (1976)
- America Is Waiting (1981)
- Mea Culpa (1981)

## Réalisateurs notables
- Vito Acconci
- Peggy Ahwesh
- Kenneth Anger
- Bruce Baillie
- Ericka Beckman
- Jordan Belson
- Wallace Berman
- Edward Bland
- Lizzie Borden
- Stan Brakhage
- Robert Breer
- James Broughton
- Rudy Burckhardt
- Mary Ellen Bute
- Shirley Clarke
- Bruce Conner
- Tony Conrad
- Joseph Cornell
- Storm de Hirsch
- Manuel De Landa
- Maya Deren
- Robert Downey Sr.
- Ed Emshwiller
- Fluxus
- Hollis Frampton
- Robert Frank
- Ernie Gehr
- Bette Gordon
- Dwinell Grant
- Alexander Hammid
- Hilary Harris
- Jerome Hill
- J. Hoberman
- Peter Hutton
- Ken Jacobs
- Joan Jonas
- Larry Jordan
- Marjorie Keller
- Peter Kubelka
- George Kuchar
- Mike Kuchar
- Frank Kuenstler
- George Landow
- Fernand Léger
- Alfred Leslie
- Helen Levitt
- Len Lye
- Danny Lyon
- Willard Maas
- George Maciunas
- Gregory Markopoulos
- Jim McBride
- Taylor Mead
- Jonas Mekas
- Marie Menken
- Robert Nelson
- Nam June Paik
- Sidney Peterson
- Luther Price
- Ron Rice
- Hans Richter
- Lionel Rogosin
- Barbara Rubin
- Carolee Schneemann
- Paul Sharits
- Harry Smith
- Jack Smith
- Michael Snow
- Warren Sonbert
- Frank Stauffacher
- Amy Taubin
- Stan Vanderbeek
- Andy Warhol
- Joyce Wieland
- Jud Yalkut